# Giustiniana Prima
Giustiniana Prima (in serbo Царичин град, Caričin Grad) è un'antica città bizantina e un sito archeologico, situato nei pressi dell'odierna città di Lebane, nel distretto di Jablanica, nel sud-est della Serbia centrale.
Fu sede di un arcivescovado, che aveva giurisdizione nei Balcani centrali. Giustiniano I fondò la città e la Curia Arcivescovile nel 535. Nel 1979, Justiniana Prima è stata aggiunta alla lista dei siti archeologici d'importanza eccezionale della Serbia.

## Storia
La città fu fondata dall'imperatore Giustiniano I circa nel 535, venendo abitata fino al 615, progettata fino dalle sue origini come sede vescovile. Creata ex novo nei pressi del villaggio di Tauresio, la città natale di Giustiniano (identificato oggi con il villaggio di Taor nella Macedonia del Nord), alcuni studiosi serbi la identificano anche come Bederiana (o Bederina), città natale dello zio e mentore di Giustiniano Giustino I. La pianificazione urbanistica unisce elementi classici e cristiani: terme, un forum e strade con portici, sulle quali si affacciano alcune chiese, caratteristica tipiche delle città del Mediterraneo.
Giustiniano stesso ordinò la fondazione della città con una legge, istituendo inoltre l'Arcivescovado di Giustiniana Prima, rendendola allo stesso tempo la capitale della prefettura di Illirico al posto di Salonicco (anche se questo è oggetto di discussione tra gli storici); inoltre è anche stata scelta come sede della diocesi dei Daci.

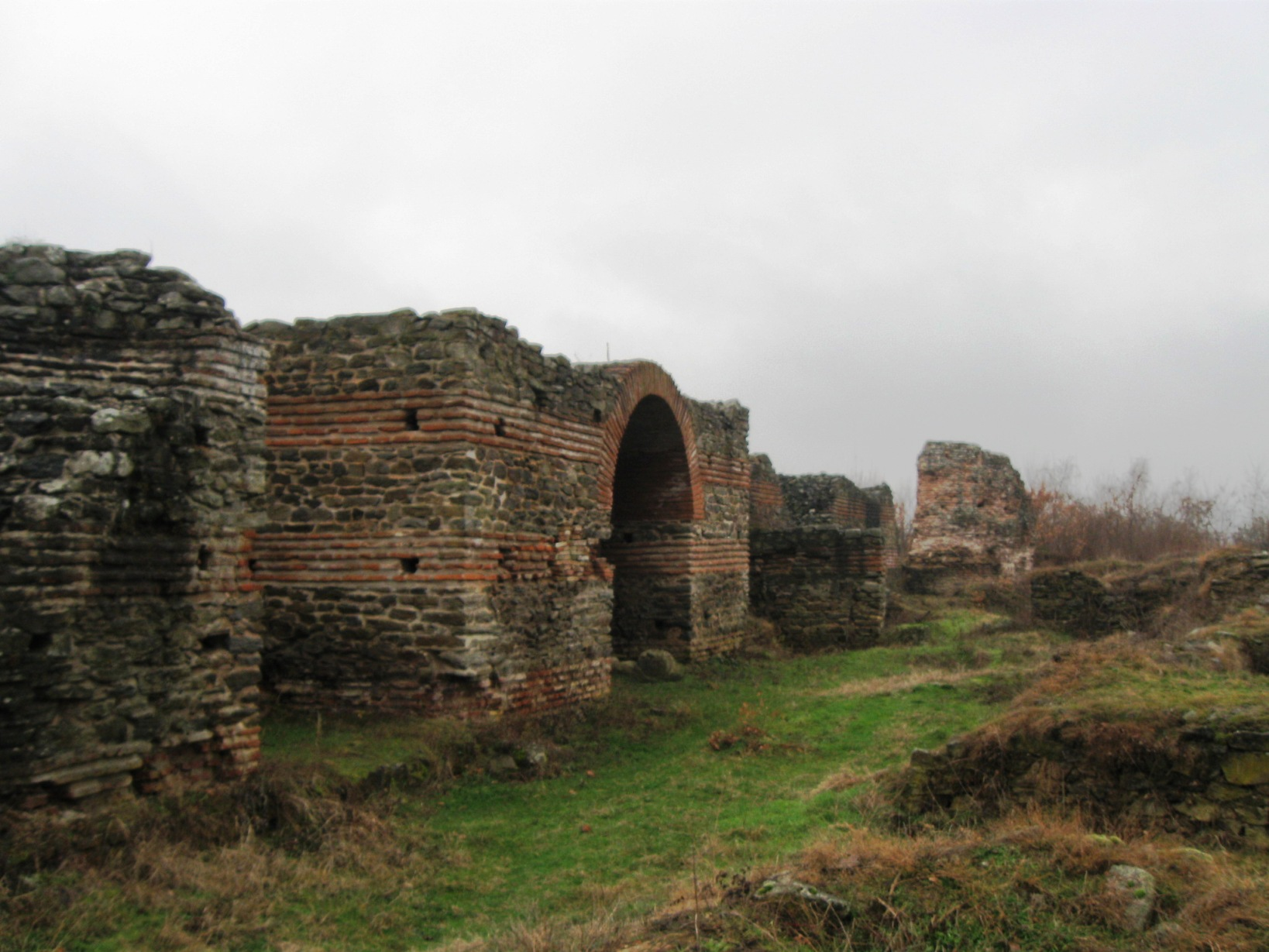
Resti della città

Salonicco, tuttavia, non perse molte delle sue funzioni amministrative durante la breve vita di Giustiniana Prima. Comunque, la nuova città non era priva di importanza e Giustiniano fece in modo che questa città, che era uno dei suoi progetti preferiti, ricevesse tutto il supporto necessario. Nel 545, Giustiniano emise un'altra legge, evidenziando i diritti episcopali e lo stato di Giustiniana Prima, privilegi confermati anche dalle lettere che sono state scambiate tra l'imperatore Maurizio e Papa Gregorio I, alla fine del VI secolo.
Due fibule e una ceramica slava del 550-600 mostrano che una parte considerevole degli abitanti di Giustiniana Prima erano slavi. Le incursioni degli Avari, provenienti dal nord del Danubio, provocarono il declino e la distruzione della città, che avvenne nel 615.